# بوستان کوهستان (یزد)
بوستان کوهستان  نام بوستانی در شهر یزد اسغ. ساخت این بوستان در سال ۱۳۷۳ شمسی با هدف ایجاد یک منطقه گردشگری آغاز شد. به مرور زمان امکاناتی مانند جاده، برق و فضای سبز به آن اضافه شد و بعد از چند سال، شهربازی، پیست اسکیت، دریاچه مصنوعی و آبشار مصنوعی به این مجموعه اضافه شدند. این پارک با وسعت حدود ۵۰ هکتار در سال ۱۳۸۴ به طور رسمی افتتاح شد.